# Valencia Open
El Torneig de València, conegut oficialment com a Valencia Open, és un torneig de tennis professional que es disputa anualment sobre pista dura a la Ciutat de les Arts i les Ciències de València. Pertany a les sèries 250 del circuit ATP masculí.
El torneig es va inaugurar l'any 1995 a València, però les dues edicions següents es van celebrar a Marbella, entre 1998 i 2002 a Mallorca, i finalment, el 2003 va tornar a la ciutat inicial adoptant el nom Open de Tenis Comunidad Valenciana. L'any 2009, aquest torneig i el Masters de Madrid es van intercanviar les dates i el tipus de superfície, així que de disputar-se sobre terra batuda al Club de Tenis de Valencia, va passar a superfície dura coberta d'emplaçament actual, aprofitant també per pujar de categoria i anomenant-se Valencia Open 500. Cal destacar que els tennistes valencians Juan Carlos Ferrero i David Ferrer són propietaris cada un d'una quarta part dels drets del torneig. L'any 2015 va descendir de categoria per pertànyer a les sèries 250 i el seu lloc l'ocupà el torneig de Viena. En finalitzar aquesta edició, l'organització del torneig va anunciar en una roda de premsa a través del seu director, que aquesta seria la darrera edició per problemes econòmics.

## Palmarès

### Individual masculí
| Localització | Any                                                | Campió                  | Finalista             | Resultat            |
| ------------ | -------------------------------------------------- | ----------------------- | --------------------- | ------------------- |
| València     | ATP World Tour 250                                 | ATP World Tour 250      | ATP World Tour 250    | ATP World Tour 250  |
| València     | 2015                                               | João Sousa              | Roberto Bautista Agut | 3−6, 6−3, 6−4       |
| València     | ATP World Tour 500 / ATP International Series Gold |                         |                       |                     |
| València     | 2014                                               | Andy Murray (2)         | Tommy Robredo         | 3−6, 7−6(7), 7−6(8) |
| València     | 2013                                               | Mikhaïl Iujni           | David Ferrer          | 6−3, 7−5            |
| València     | 2012                                               | David Ferrer (3)        | Aleksandr Dolhopòlov  | 6−1, 3−6, 6−4       |
| València     | 2011                                               | Marcel Granollers       | Juan Mónaco           | 6−2, 4−6, 7−6(3)    |
| València     | 2010                                               | David Ferrer (2)        | Marcel Granollers     | 7−5, 6−3            |
| València     | 2009                                               | Andy Murray             | Mikhaïl Iujni         | 6−3, 6−2            |
| València     | 2008                                               | David Ferrer            | Nicolás Almagro       | 4−6, 6−2, 7−6(2)    |
| València     | 2007                                               | Nicolás Almagro (2)     | Potito Starace        | 4−6, 6−2, 6−1       |
| València     | 2006                                               | Nicolás Almagro         | Gilles Simon          | 6−2, 6−3            |
| València     | 2005                                               | Ígor Andréiev           | David Ferrer          | 3−6, 7−5, 6−3       |
| València     | 2004                                               | Fernando Verdasco       | Albert Montañés       | 7−6(5), 6−3         |
| València     | 2003                                               | Juan Carlos Ferrero (2) | Christophe Rochus     | 6−2, 6−4            |
| Palma        | 2002                                               | Gastón Gaudio           | Jarkko Nieminen       | 6−2, 6−3            |
| Palma        | 2001                                               | Alberto Martín          | Guillermo Coria       | 6−3, 3−6, 6−2       |
| Palma        | 2000                                               | Marat Safin             | Mikael Tillström      | 6−4, 6−3            |
| Palma        | 1999                                               | Juan Carlos Ferrero     | Àlex Corretja         | 2−6, 7−5, 6−3       |
| Palma        | 1998                                               | Gustavo Kuerten         | Carles Moyà           | 6−7(5), 6−2, 6−3    |
| Marbella     | 1997                                               | Albert Costa            | Alberto Berasategui   | 6−3, 6−2            |
| Marbella     | 1996                                               | Marc-Kevin Goellner     | Àlex Corretja         | 7−6(4), 7−6(2)      |
| València     | 1995                                               | Sjeng Schalken          | Gilbert Schaller      | 6−4, 6−2            |

### Dobles masculins
| Any                                                | Campions                           | Finalistes                         | Resultat                |
| -------------------------------------------------- | ---------------------------------- | ---------------------------------- | ----------------------- |
| ATP World Tour 250                                 |                                    |                                    |                         |
| 2015                                               | Eric Butorac Scott Lipsky          | Feliciano López Max Mirnyi         | 7−6(4), 6−3             |
| ATP World Tour 500 / ATP International Series Gold |                                    |                                    |                         |
| 2014                                               | Jean-Julien Rojer Horia Tecău      | Kevin Anderson Jérémy Chardy       | 6−4, 6−2                |
| 2013                                               | Alexander Peya Bruno Soares (2)    | Bob Bryan Mike Bryan               | 7−6(3), 6−7(1), [13−11] |
| 2012                                               | Alexander Peya Bruno Soares        | David Marrero Fernando Verdasco    | 6−3, 6−2                |
| 2011                                               | Bob Bryan Mike Bryan               | Eric Butorac Jean-Julien Rojer     | 6−4, 7−6(9)             |
| 2010                                               | Andy Murray Jamie Murray           | Mahesh Bhupathi Maks Mirni         | 7−6(8), 5−7, [10−7]     |
| 2009                                               | František Čermák Michal Mertiňák   | Marcel Granollers Tommy Robredo    | 6−4, 6−3                |
| 2008                                               | Máximo González Juan Mónaco        | Travis Parrott Filip Polášek       | 7−5, 7−5                |
| 2007                                               | Wesley Moodie Todd Perry           | Yves Allegro Sebastián Prieto      | 7−5, 7−5                |
| 2006                                               | David Škoch Tomáš Zíb              | Lukáš Dlouhý Pavel Vízner          | 6−4, 6−3                |
| 2005                                               | Fernando González Martín Rodríguez | Lucas Arnold Ker Mariano Hood      | 6−4, 6−4                |
| 2004                                               | Gastón Etlis Martín Rodríguez      | Feliciano López Marc López         | 7−5, 7−6(5)             |
| 2003                                               | Lucas Arnold Ker Mariano Hood      | Brian MacPhie Nenad Zimonjić       | 6−1, 6−7(7), 6−4        |
| 2002                                               | Mahesh Bhupathi Leander Paes       | Julian Knowle Michael Kohlmann     | 6−2, 6−4                |
| 2001                                               | Donald Johnson Jared Palmer        | Feliciano López Francisco Roig     | 7−5, 6−3                |
| 2000                                               | Michaël Llodra Diego Nargiso       | Alberto Martín Fernando Vicente    | 7−6(2), 7−6(3)          |
| 1999                                               | Lucas Arnold Ker Tomàs Carbonell   | Alberto Berasategui Francisco Roig | 6−1, 6−4                |
| 1998                                               | Pablo Albano Daniel Orsanic        | Jiří Novák David Rikl              | 7−6(9), 6−3             |
| 1997                                               | Karim Alami Julian Alonso          | Alberto Berasategui Jordi Burillo  | 4−6, 6−3, 6−0           |
| 1996                                               | Andrew Kratzmann Jack Waite        | Pablo Albano Lucas Arnold Ker      | 6−7, 6−3, 6−4           |
| 1995                                               | Tomàs Carbonell Francisco Roig     | Tom Kempers Jack Waite             | 7−5, 6−3                |